# Epidesma scintillans
Epidesma scintillans är en fjärilsart som beskrevs av Rothschild 1911. Epidesma scintillans ingår i släktet Epidesma och familjen björnspinnare. Inga underarter finns listade i Catalogue of Life.